# Witch Crafty
Witch Crafty (em português: A Vassoura da Bruxa) é o 60º curta de desenho animado da série Woody Woodpecker. Lançado no cinema em 14 de março de 1955, o filme foi produzido pela Walter Lantz Productions e distribuído pela Universal International. 

## Enredo
Uma bruxa andando em uma vassoura bate em uma chaminé de fábrica e quebra sua vassoura. Felizmente, a fábrica é de vassouras, então ela a usa para obter uma nova vassoura. Pica-Pau está trabalhando no turno da noite e gentilmente faz uma nova vassoura para a bruxa. No entanto, ele insiste que a bruxa pague 50 centavos pela peça e não permitirá que ela a tenha até que o faça. Isso leva a bruxa a inventar vários esquemas para recuperar a vassoura, todos os quais falham (e geralmente não passam de um lembrete de Pica-Pau para pagar os 50 centavos). 
Eventualmente, ela cede e paga a Pica-Pau uma moeda de 50 centavos. Pica-Pau a deixa entrar no cofre da vassoura e descobre que está empilhada com outras diversas, nenhuma das quais responde às palavras "E lá vamos nós!" (quais são as palavras para fazer a vassoura voar). Pica-Pau, rindo, imita suas palavras, sem saber segurando a vassoura encantada, que o lança pela janela aberta. 